# Таглу
Таґлу (англ. Taglu) — газове родовище в Канаді. 
Входить до басейну Бофорта. 
Середня глибина 2710 м. 
Первинні запаси 400 млрд м³. 
Відкрите 1971 року.
Родовище Таґлу знаходиться у володінні і використовується компанією Imperial Oil. Є найбільшим з трьох родовищ проекту Mackenzie Gas Project (склад: Niglintgak, Parsons Lake, Taglu) і планується стати центральним родовищем запропонованої Mackenzie Valley Pipeline.